# 瓦勒托
瓦勒托（法語：Valletot，法語發音：[valto]）是法国厄尔省的一个市镇，位于该省西北部，属于贝尔奈区。

## 地理
瓦勒托（49°21'50"N, 0°37'23"E）面积5.79 平方千米，位于法国诺曼底大区厄尔省，该省份为法国北部内陆省份，北起滨海塞纳省，西接奧恩省和卡爾瓦多斯省，南至厄尔-卢瓦省，东临瓦兹省、瓦兹河谷省和伊夫林省。
与瓦勒托接壤的市镇（或旧市镇、城区）包括：勒佩雷。

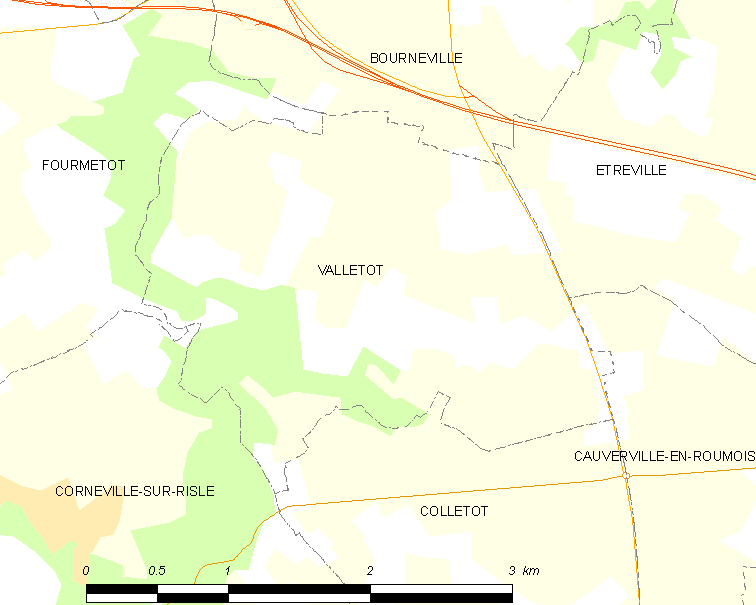
瓦勒托的OSM定位图

瓦勒托的时区为UTC+01:00、UTC+02:00（夏令时）。

## 行政
瓦勒托的邮政编码为27350，INSEE市镇编码为27669。

## 政治
瓦勒托所属的省级选区为阿沙尔堡县。

## 人口

1962-2008年间瓦勒托人口变化图示

瓦勒托于2022年1月1日时的人口数量为411人。